# 風見雞館
神戶市風見雞館（日语：／ Kōbeshi Kazamidori no Yakata */?）是位於日本兵庫縣神戶市中央區北野町3丁目的一座歷史建築。這座建築修建於1904年，最初是一座德國人貿易商住宅的異人館（西洋館）。其外觀特徵包括重厚的煉瓦外觀及屋頂上的风向标。因其最初居住者的人名，該建築亦常被稱為舊托馬斯邸、舊托馬斯住宅。該建築是日本的重要文化財。也是目前重要傳統的建造物群保存地區「北野町山本通」的構成部分。

## 歷史
風見雞館修建於1904年，最初是德國人貿易商哥特弗里德·托馬斯（Gottfried Thomas）的個人住宅，設計者是德國人建築家蓋歐爾格·戴·拉朗德，外觀為新巴洛克式風格。住宅主人托馬斯將這一住宅稱為萊茵館。建築內裝使用了青春風格（新藝術運動）。
在托馬斯一家在1914年返回德國時，第一次世界大戰爆發，日本和德國之間進入交戰狀態。托馬斯一家因此無法回到這座建築。雖然當局對托馬斯一家宣稱因這座建築是敵國資產而被沒收，但在登記簿上則記載為戰爭中的買賣:122-125:206-207。
實業家兼政治家山縣勝見在二戰前曾以自己的公司新日本汽船名義購入這座建築。其後該建築由山縣紀念財團所有。1968年，這座建築被售給神戶中華同文學校，被作為學生宿舍使用。山縣的長男後和住在鄰居的萌黃之館小林家（神戶電鐵社長）之女結婚。
該建築因1977年10月開始播出的NHK晨間小說連續劇《風見鶏》而提高知名度。但建築主人托馬斯家的歷史和該電視劇並無直接關係。1978年1月，該建築以「舊托馬斯住宅」的名稱列入重要文化財。同年神戶市購買了這座住宅，在修整之後將其公開參觀。
1995年阪神淡路大地震時，該建築外牆產生154處龜裂，此後耗時1年8個月修復了建築。

## 建築概要
風見雞館共有兩層（部分有三層）。建築東側有玄關，玄關上方是陽台。一層中央北側是大廳，南側是客廳。東側的北部是書房，南部是接待廳。一層西側是食堂，其南側是陽台。二層的房間配置和一層相同，設有兒童房間、早餐間、來客用寢室、夫婦寢室。建築物東南角有塔樓，上有風向標:173-174:186-187。
建築外觀木質部分的塗色在1978年指定為重要文化財時是灰色，後改為茶褐色。但在有戴·拉朗德本人簽名的設計圖上，木質部分是深綠色。在2011年重新塗漆時，曾有建議恢復為深綠色。

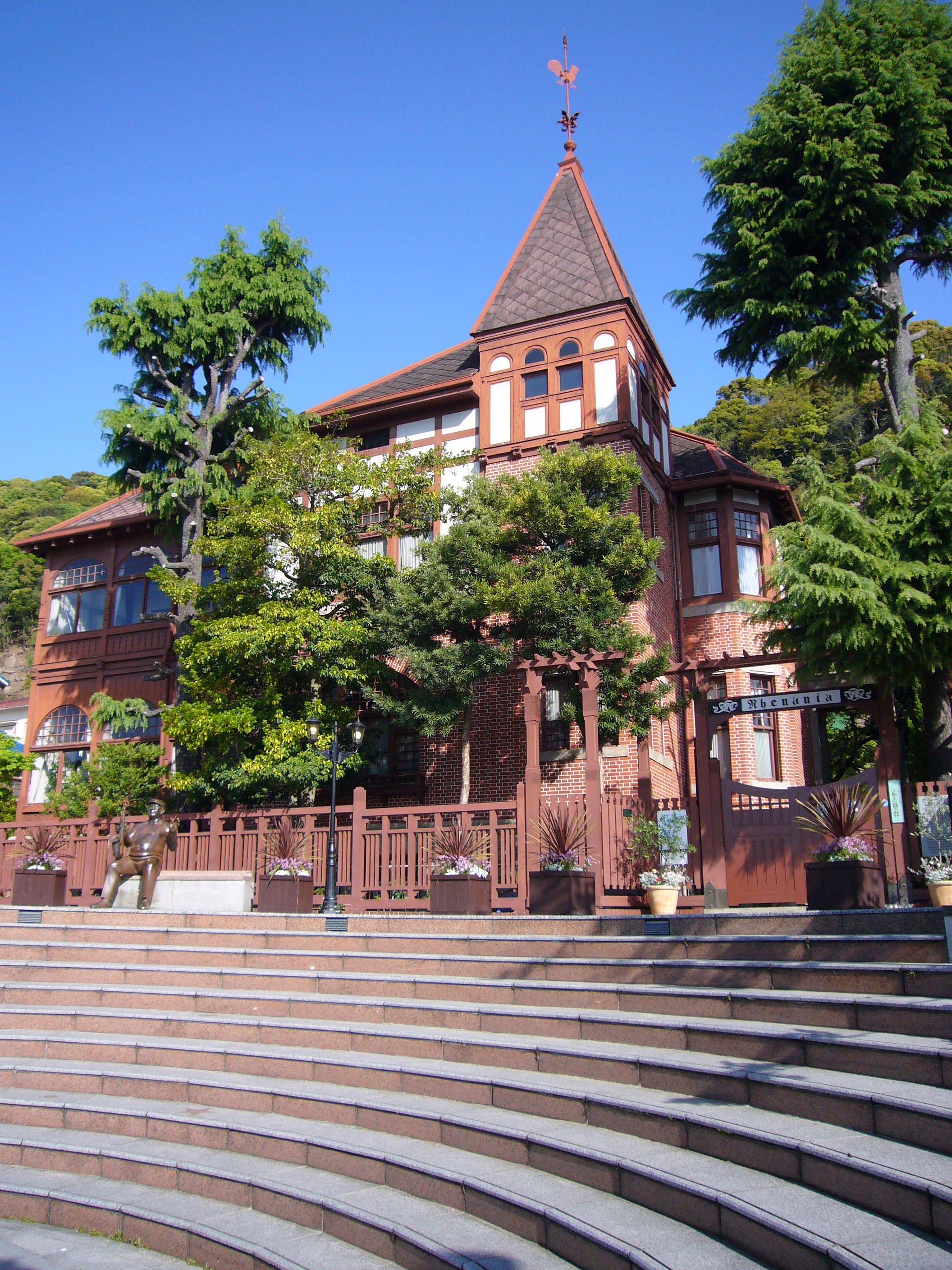
自西南方向
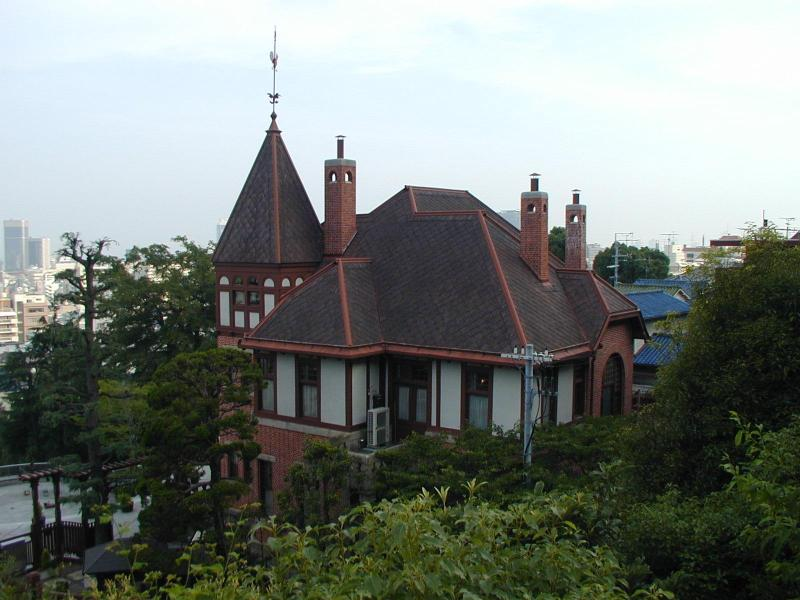
自東北東方向
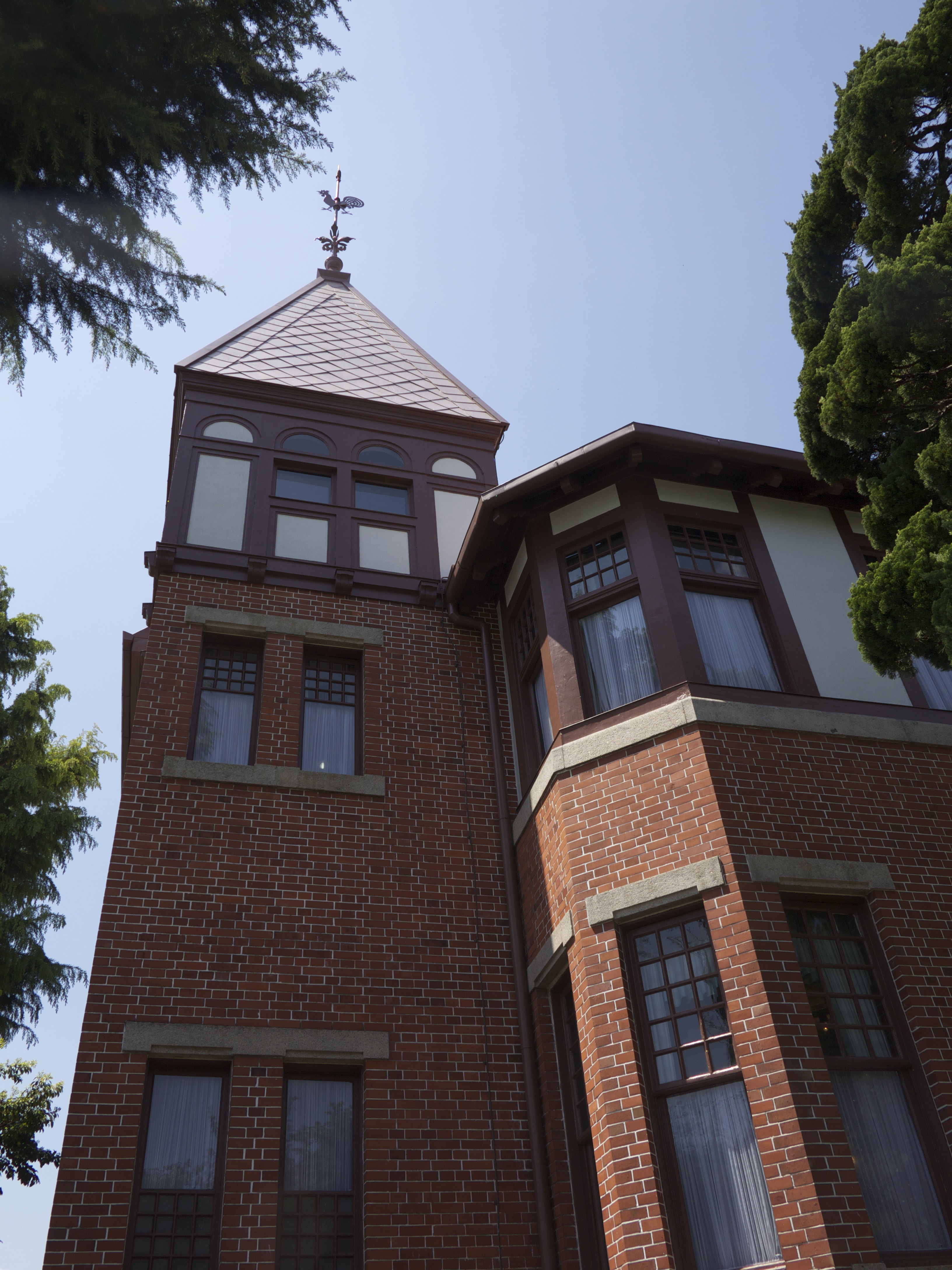
塔樓
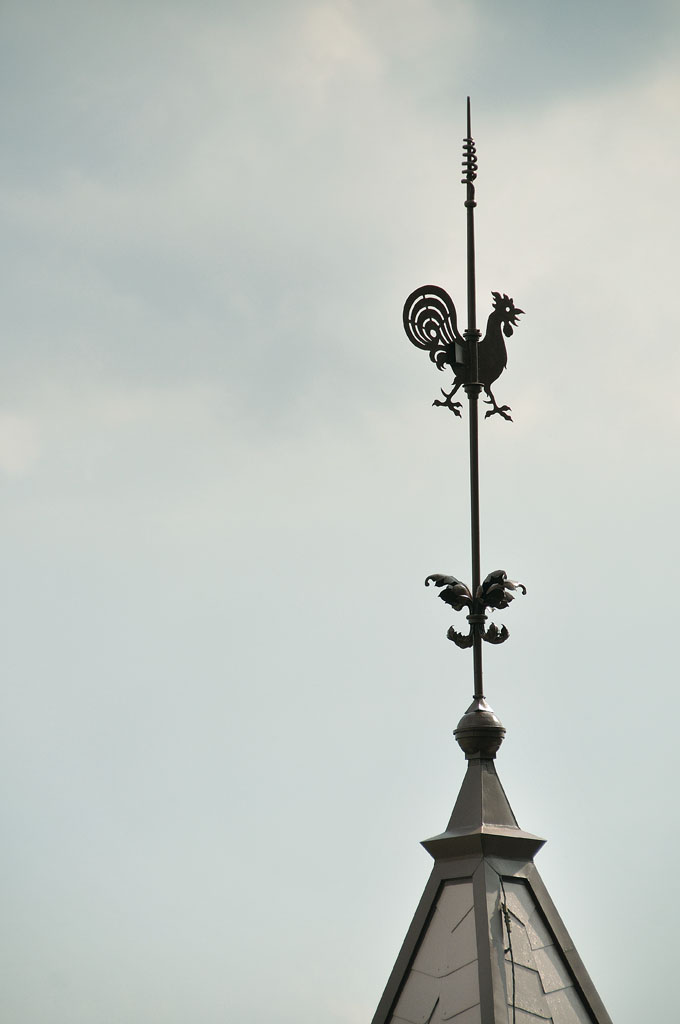
風向標
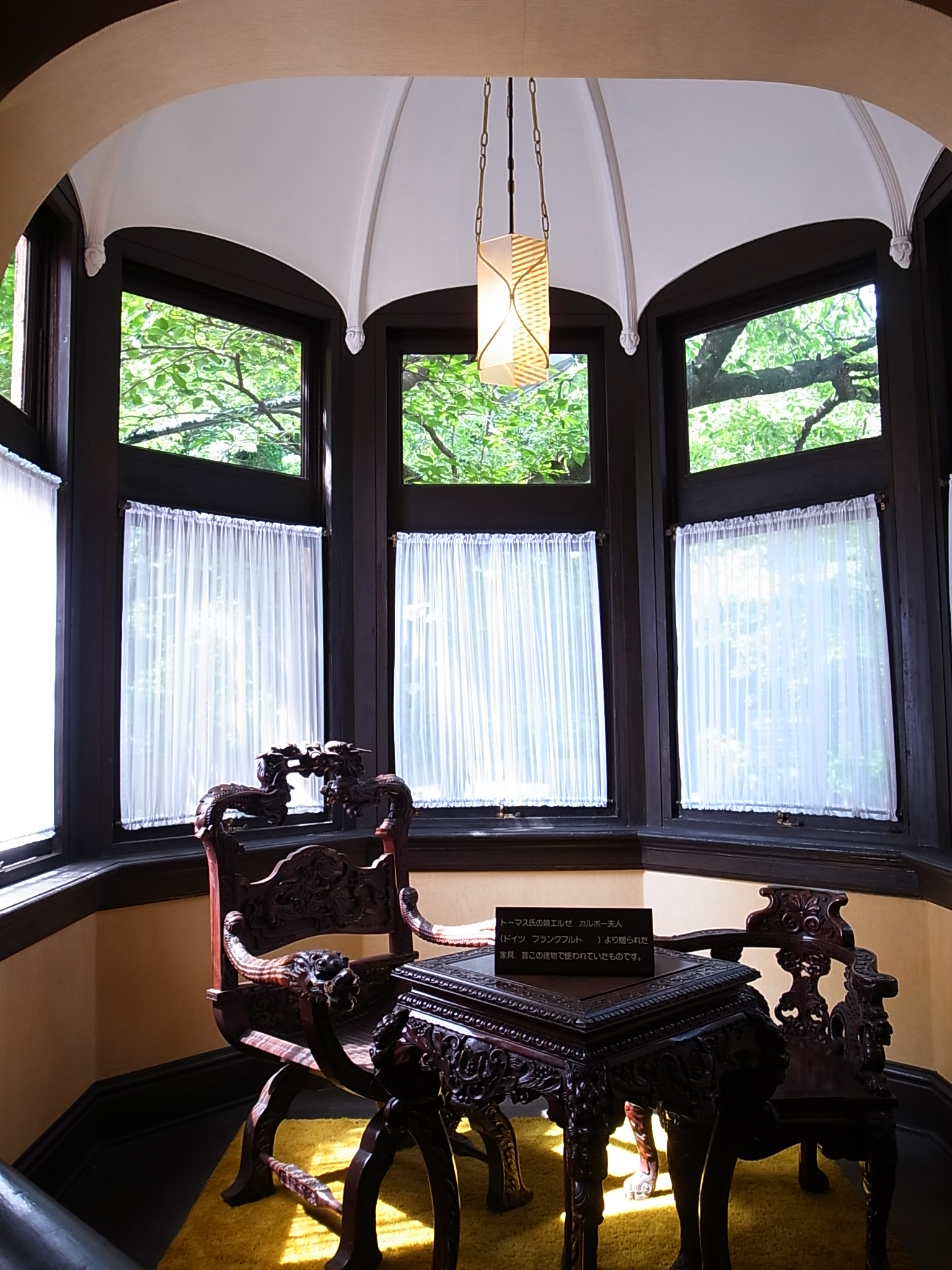
1層書房
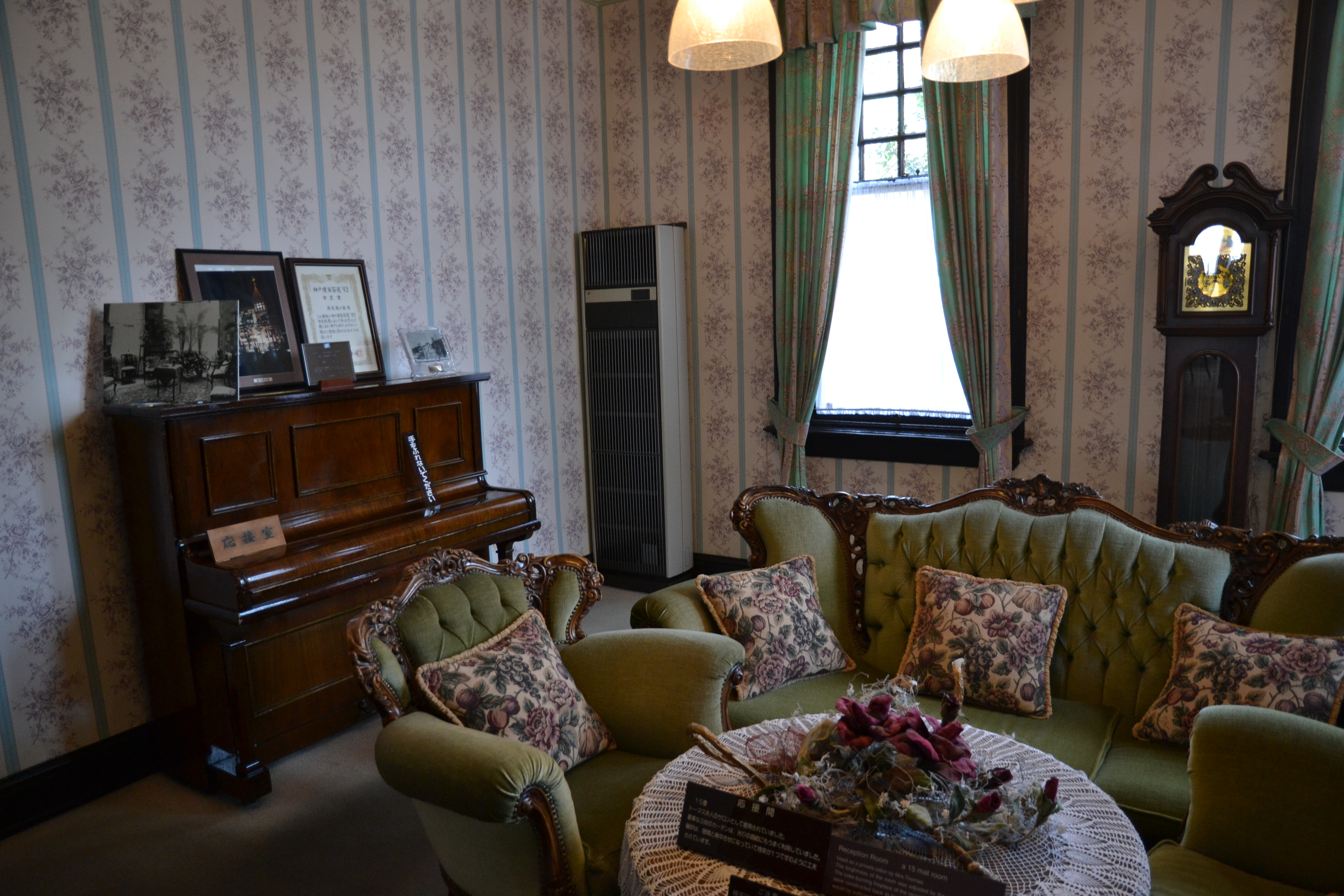
1層接待室
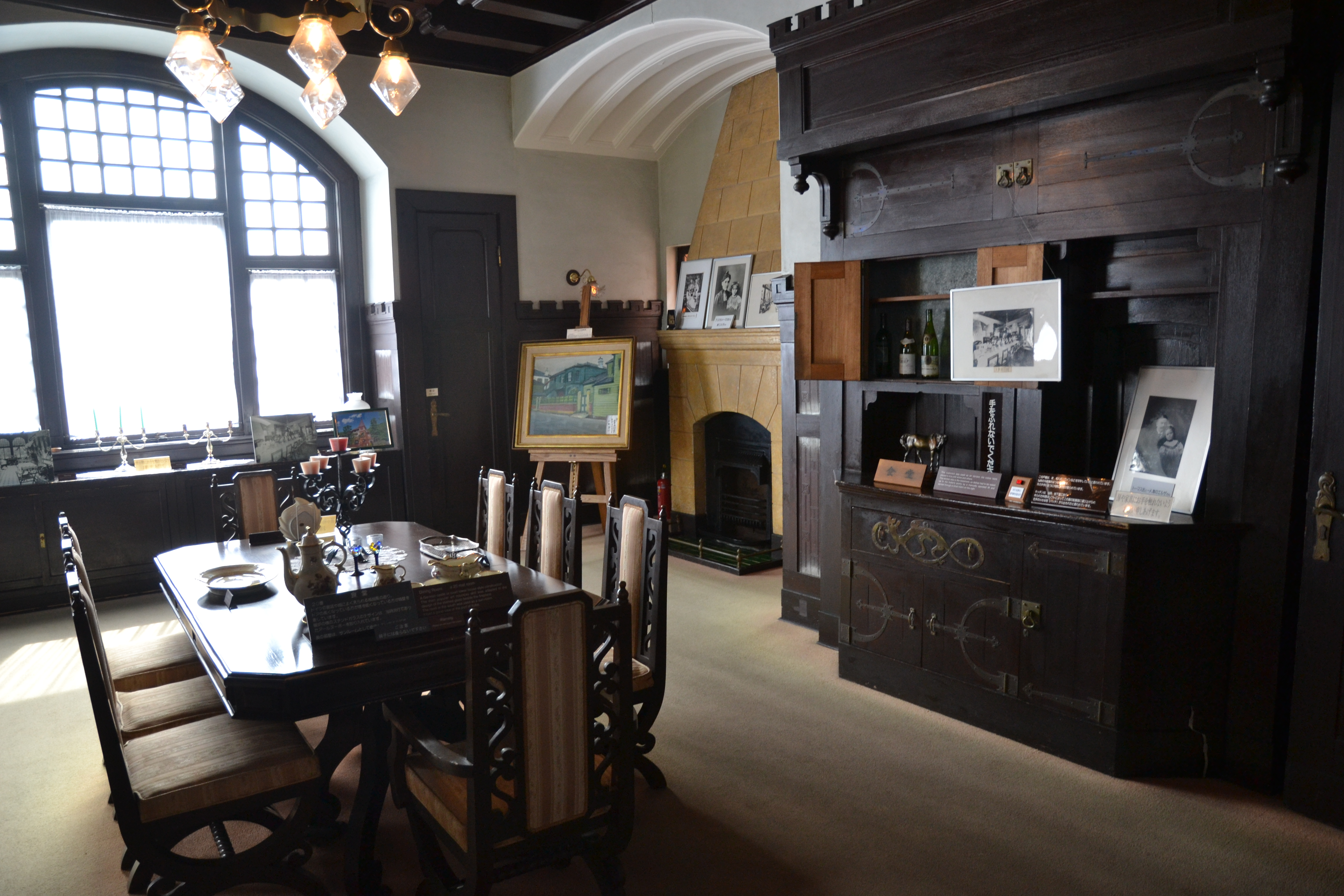
1層食堂
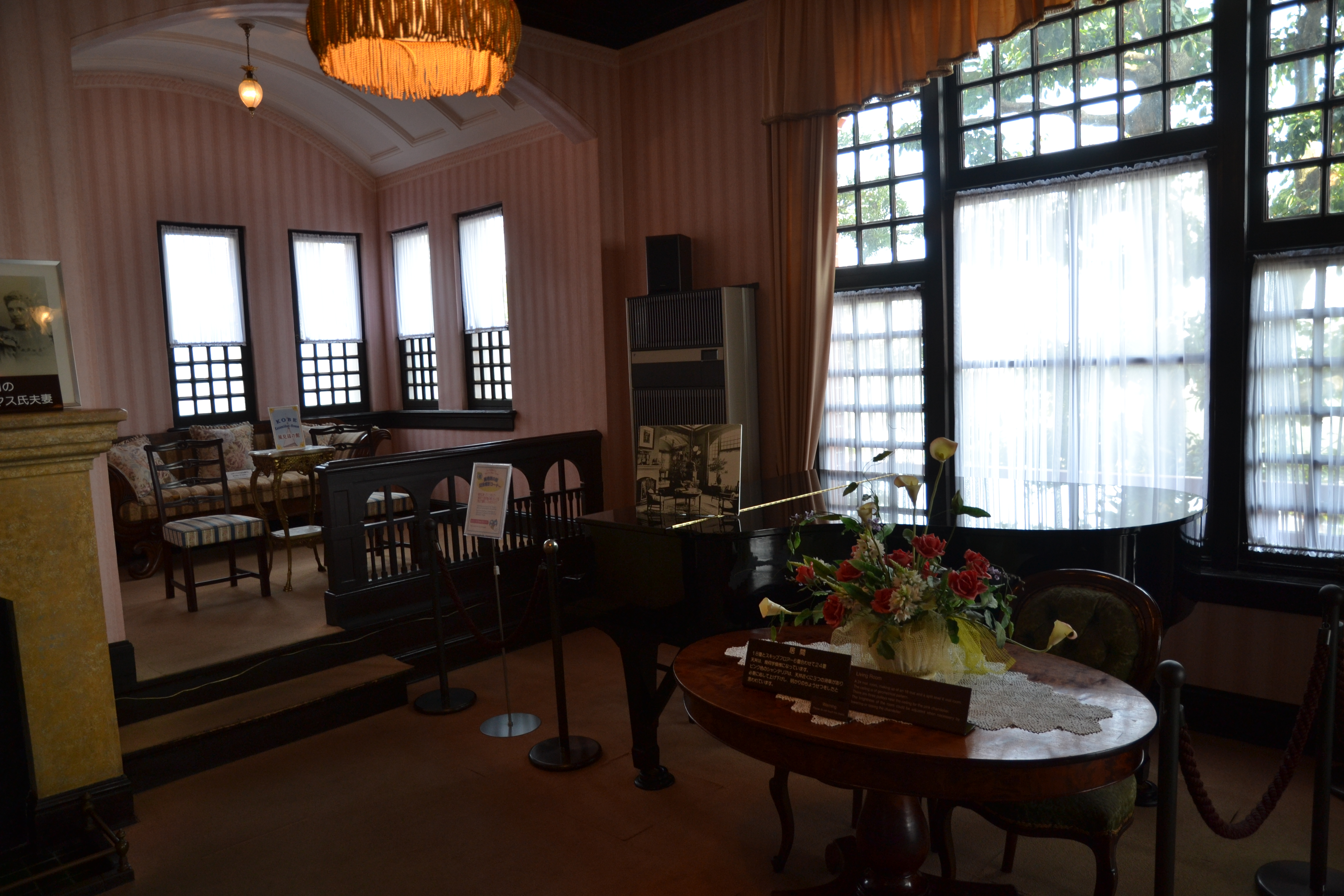
1層房間
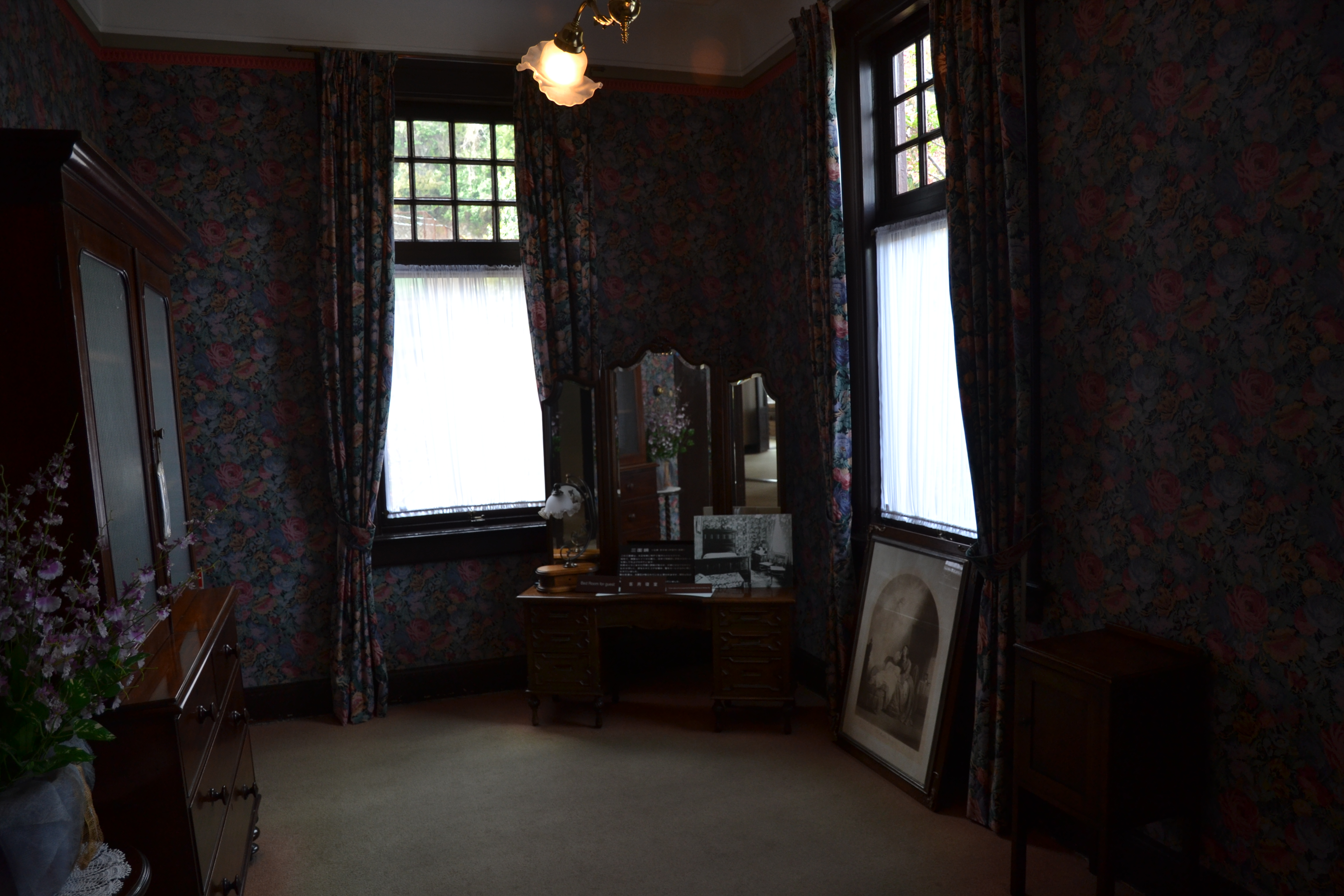
2層來客用寢室
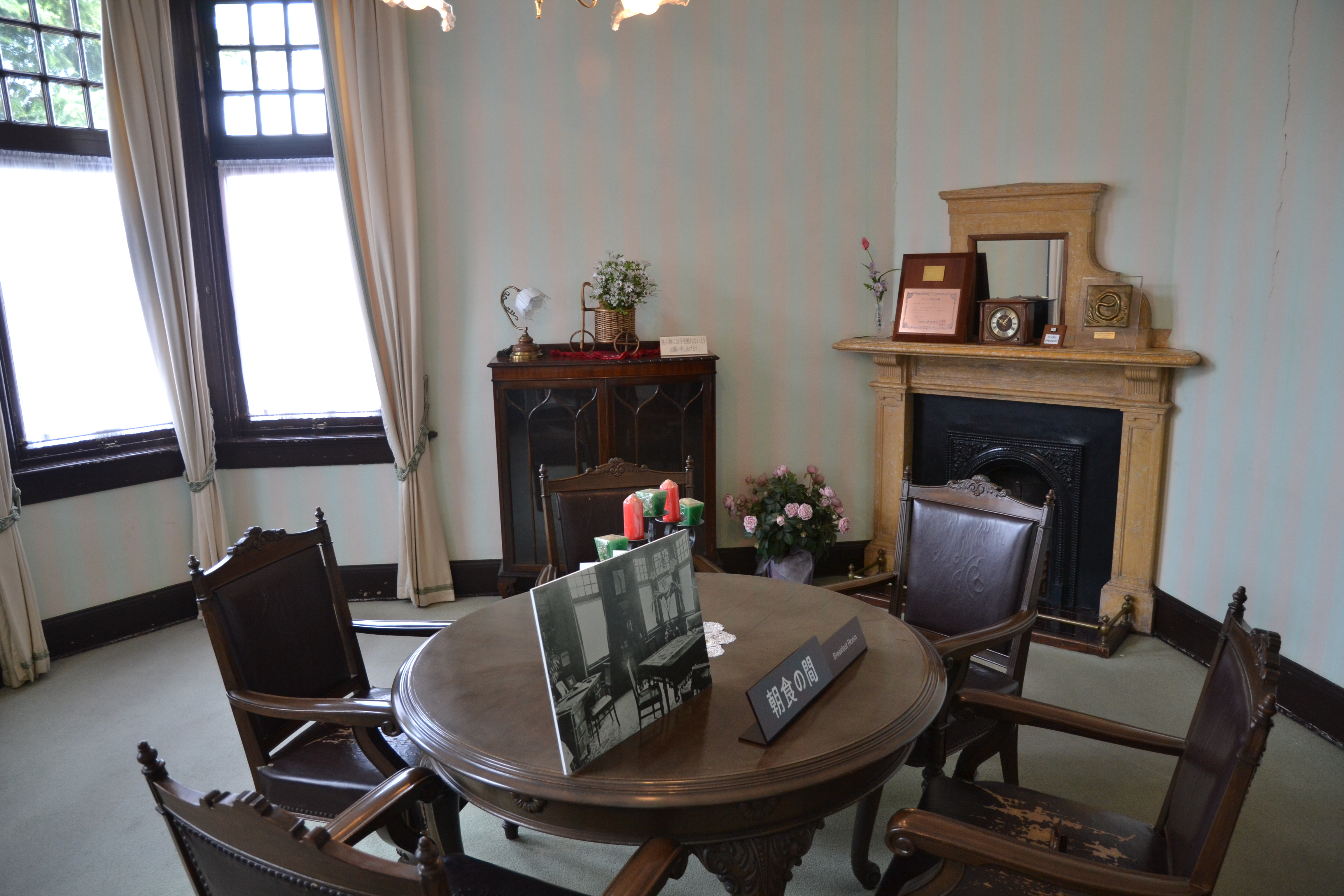
2層早餐房間
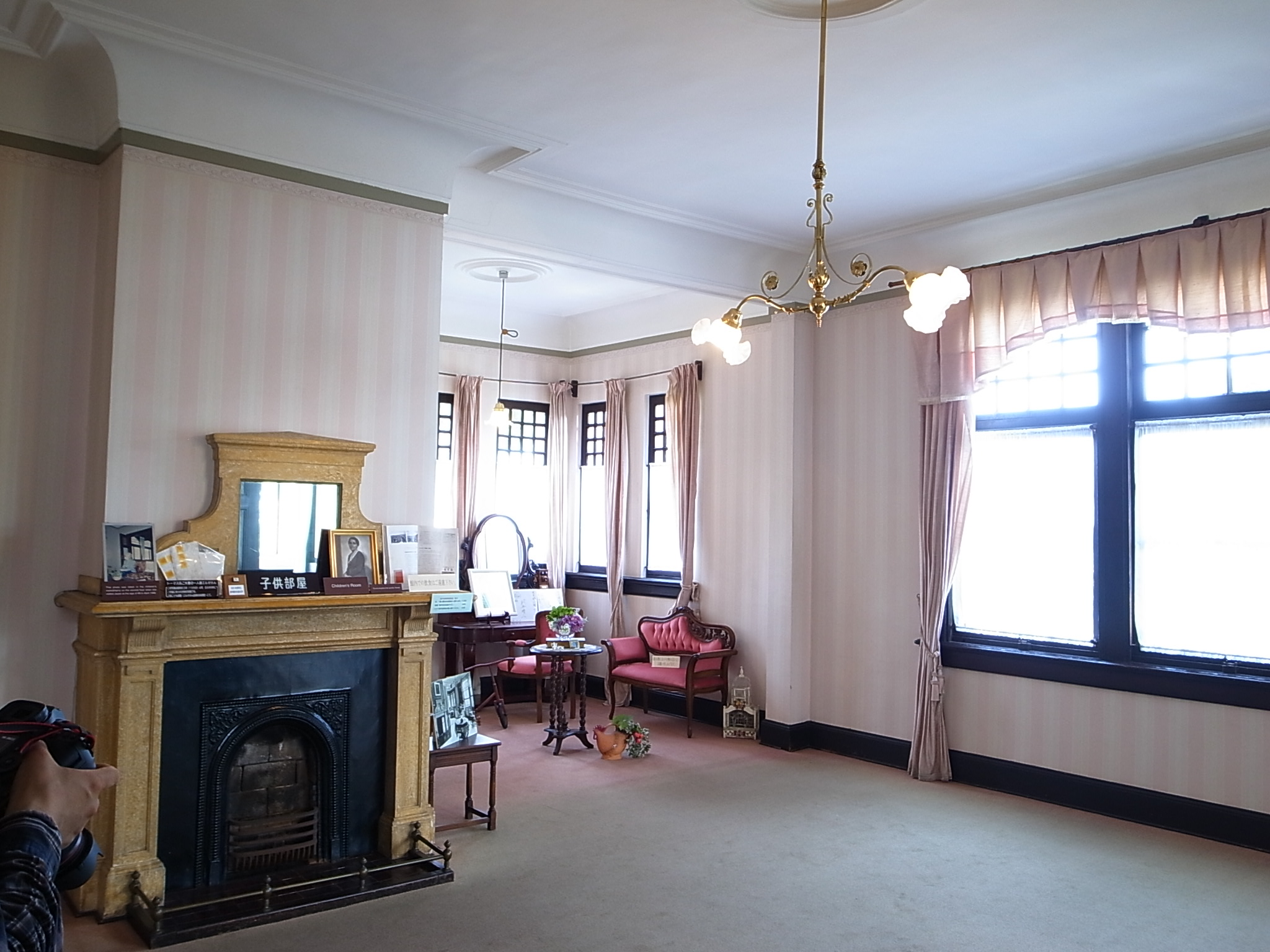
2層兒童房間

## 外部連結
- 官方網站 （页面存档备份，存于）